# فريديريك غوثير
فريديريك غوثير (بالفرنسية: Frédéric Gauthier)‏ هو راكب الكنو فرنسي، ولد في 27 سبتمبر 1975.

## وصلات خارجية
- فريديريك غوثير على موقع أوليمبيديا (الإنجليزية)